# Fibre neutre

La fibre neutre passe par le centre de gravité des sections droites

En résistance des matériaux (RdM) et en chaudronnerie, la fibre neutre est, de manière générale, la réduction par la pensée d'une structure, ou plus souvent d'une de ses représentations possible, en un équivalent filiforme figurant la structure entière de manière suffisamment fidèle dans une opération donnée, à la façon dont le centre de gravité peut de manière adéquate se substituer à l'objet complet dans un calcul de forces :
- en théorie des poutres, elle désigne une ligne passant par le centre de gravité des sections droites ; si la section droite est symétrique (cas courant), c'est la ligne passant au milieu de la poutre. Lorsque l'on est en petites déformations, la longueur de cette fibre neutre ne varie pas en flexion ; le calcul de la déformée consiste à établir la forme de cette fibre neutre ;
- pour les calculs de résistance de coques par éléments finis, le terme « fibre neutre » désigne parfois le « feuillet neutre », un modèle sans épaisseur de la pièce, correspondant aux points situés au milieu des surfaces interne et externe de la coque ;
- pour le pliage et le roulage de tôles (chaudronnerie), on dessine la forme finie et on déplie la tôle (par traçage ou dessin assisté par ordinateur) afin de calculer le volume de métal, donc le poids de la pièce, et déterminer les paramètres de travail ; ce développement se fait à la fibre neutre.

Toutefois, le pliage et le roulage sont des cas de grande déformation. La position de la fibre neutre dépend du rapport entre le rayon intérieur Ri et l'épaisseur e de la tôle :
- pour Ri/e ≃ 1, la fibre neutre est au 1/3 de l'épaisseur côté intérieur ;
- pour Ri/e ≃ 2, la fibre neutre est aux 2/5 de l'épaisseur côté intérieur ;
- pour les grands rayons de courbure (Ri/e ≃ 3 ou plus), et en particulier dans le cas du roulage, la fibre neutre est au milieu.

La loi décrivant la position de la fibre neutre est une loi logarithmique de Ri/e. 
Pour les piquages, on trace le développé de l'intérieur ou de l'extérieur, selon que le piquage est posé ou pénétrant. On peut devoir réaliser les deux en prenant en compte le chanfrein pour la soudure.